# Kielder
Kielder is een civil parish in het bestuurlijke gebied Northumberland, in het Engelse graafschap Northumberland. In 2001 telde het dorp 207 inwoners.